# Otto Schmidt (Politiker, 1902)
Otto Anton Ferdinand Herbert Schmidt (* 1. August 1902 in Köln; † 12. Dezember 1984 in Sinzig) war ein deutscher Politiker der CDU. Er war Wuppertaler Oberbürgermeister und langjähriges Mitglied des Landtags von Nordrhein-Westfalen und des Deutschen Bundestags.

## Leben
Otto Schmidt wurde als ältestes von vier Kindern des Verlagsbuchhändlers Otto Schmidt senior und seiner Frau Berta Schmidt († 1955) geboren. Nach seinem Jura- und Volkswirtschaftsstudium an den Universitäten Rostock, Leipzig, München und Köln wurde er 1924 Gerichtsreferendar. Im Jahr 1925 promovierte er zum Dr. jur., und 1928 wurde er Gerichtsassessor. Ab 1928 arbeitete er auch als Prokurist zusammen mit seinem Vater in dessen Verlag, dem Verlag Dr. Otto Schmidt, und stieg sogar 1940 zum Mitinhaber auf. Ab dem Jahr 1930 arbeitete er nebenbei als Rechtsanwalt in Köln. Im Jahr 1944 wurde er zum Wehrdienst einberufen und kämpfte als Soldat im Zweiten Weltkrieg, den sein Vater nicht überlebt hatte. Schmidt geriet nach Kriegsende in Gefangenschaft.

## Politik
Bereits früh kam Schmidt mit der Politik in Berührung. Sein Vater, ein Monarchist, gehörte zu den Mitbegründern der Deutschen Vaterlandspartei und ebenso zu den Mitbegründern der Deutschnationalen Volkspartei in Köln nach dem Ersten Weltkrieg. Sein Vater war Mitglied im Alldeutschen Verband, der einen pangermanisch-völkischen Nationalismus propagierte. Otto Schmidt trat 1927 in den Alldeutschen Verband ein, dem er bis 1932 angehörte. Bereits drei Jahre zuvor war Schmidt dem Völkisch-sozialen Block beigetreten, einer von der britischen Besatzungsbehörde in Köln zugelassenen Partei. Seine politische Einstellung begründete Schmidt mit den „unglücklichen Verhältnisse(n) des Jahres 1923/24 (Ruhreinmarsch, Inflation)“, die eine „völkische Haltung bei (ihm) aus(lösten).“ Nachdem der Völkisch-soziale Block 1925 in der wiedergegründeten NSDAP aufgegangen war, zog sich Schmidt aus diesem zurück. Im völkischen Gedanken stellte sich Schmidt 1933 als Parteianwärter für die NSDAP auf. Zwei Jahre später verweigerte er allerdings den Eid auf Adolf Hitler und entschied sich gegen die Aufnahme in die Partei. 1934 trat Schmidt der Bekennenden Kirche bei, die sich gegen die kirchenpolitischen Ansichten des nationalsozialistischen Regimes stellte. Schmidt war von 1944 bis 1945 als Sanitäter der Ersatz- und Ausbildungsabteilung im Kriegseinsatz.
Nach Kriegsende wurde Otto Schmidt jun. früh aus der Kriegsgefangenschaft entlassen und machte sich direkt daran, den Verlag wieder aufzubauen. Durch die Eindrücke des Krieges bewegt, beschloss Schmidt, die Führung des Unternehmens an Helmut Simons zu übertragen. Er wirkte als Mitglied im sogenannten Wuppertaler Kreis und bei der Gründung der Christlich-Demokratischen Partei am 2. September 1945 in Köln mit, die im Dezember in CDU Landesverband Rheinland umbenannt wurde. Bei einer Vorstandssitzung des CDU-Landesverbandes Rheinland am 5. Februar 1946 in Uerdingen wurde er unter Konrad Adenauer zum zweiten Vorsitzenden in den Parteivorstand gewählt. Er arbeitete ab 1946 als Rechtsanwalt in Wuppertal.
Schmidt wurde am 2. November 1948 zum Oberbürgermeister der Stadt Wuppertal gewählt und blieb dies für genau ein Jahr bis zum 2. November 1949. Seit dem 15. September 1950 war er in der zweiten Wahlperiode Wiederaufbauminister im nordrhein-westfälischen Kabinett von Karl Arnold. Am 1. Oktober 1953 wurde sein Ressort mit dem Arbeits- sowie dem Sozialministerium zusammengelegt und er zum Minister für Arbeit, Soziales und Wiederaufbau ernannt. Am 27. Juli 1954 wurde er nicht erneut in die Regierung berufen, gehörte aber noch dem dritten Landtag Nordrhein-Westfalens als Abgeordneter an. Von 1957 bis 1972 war er Mitglied des Deutschen Bundestages („Schmidt-Wuppertal“). Bei den Bundestagswahlen 1957 und 1961 gewann er das Direktmandat im Wahlkreis Wuppertal I. Er war zudem langjähriger Vorsitzender des Finanzausschusses und Mitvorsitzender des Vermittlungsausschusses sowie Vorsitzender der interparlamentarischen Arbeitsgemeinschaft.

## Ehrungen
- 1979 wurde Otto Schmidt der Ehrenring der Stadt Wuppertal verliehen.[6]
- 1962 Großes Bundesverdienstkreuz mit Stern und Schulterband
- 1968 Großes Goldenes Ehrenzeichen mit Stern für Verdienste um die Republik Österreich